# 박용만 (정치인)
박용만(朴容萬, 1924년 3월 15일 ~ 1996년 10월 19일)은 정치인이다. 본관은 밀양(密陽), 호는 영암(嶺巖). 경상북도 풍기군 출신이다.

## 학력
- 풍기국민학교 졸업
- 김천고등보통학교 졸업
- 주오대학 전문부 법학 학사
- 와세다대학 문학부 영문학 중퇴
- 서울대학교 문리과대학 문학부 철학 학사

## 생애
1924년 경상북도 풍기에서 아버지 박은식(朴殷植)의 아들로 태어났다. 학업에 열중하여 일본 주오대(中央大) 전문부 법과를 졸업하였고, 이듬해에 서울대학교 철학과를 졸업하였다. 
1945년 해방 직후 서울에서 유학생동맹위원장을 지낸 이래 우익 청년운동에 앞장섰고, 1946년 7월에는 이철승(李哲承) 등과 함께 전국학생총연맹을 조직하여 공동의장의 한사람이 되었다. 반공·반탁 투쟁에 앞장섰으며, 그 과정에서 이승만(李承晩)의 신임을 받아 1948년 정부수립 직후 이대통령의 비서관으로 일하였다. 
25세인 1950년에 정계에 투신하여 1973년 9대 선거에서 당선되어 ‘칠전팔기’의 주인공으로 회자되었다. 
1950년에 원외자유당이 창당될 때 감찰부 차장으로 참여하였으나 민족청년단계(약칭 족청계) 세력에 밀려 제명되었고, 1953년에 다시 조직부장으로 복귀해서, “자유당 내 족청계를 모두 제거하라”는 이승만 대통령의 지시에 따라 총무부장 이기붕(李起鵬) 등과 함께 당내에서 족청계를 축출하는 주역이 되었다. 1954년에 원외자유당의 선전부장이 되었으나 3대 총선 후 이기붕 등 주류파의 독단적 당 운영에 반발하여 탈당하였다. 
1978년 10대 국회의원선거에서도 신민당 공천으로 재선되었고, 그 동안 1974년 신민당 중앙위부의장, 1975년 신민당통일문제특위위원장, 1976년 당내분수습10인위원회 주류측 대표 등을 역임하였으며, 유신체제 말기인 1979년에는 신민당의 YH사건 진상조사위원회 위원장을 맡는 등 민주화투쟁에 앞장섰다.
1980년 신군부가 집권하면서 11월에 ‘정치풍토쇄신을 위한 특별조치법’을 제정하자 그도 이 규제에 포함되어 1983년 2월까지 정치활동을 금지당하였다.
이듬해는 통일적 반독재투쟁기구로서 민주화추진협의회가 조직될 때 발기인 및 상임위원과 지도위원으로 참여하고, 신한민주당 창당준비위원회 부위원장이 되었다. 1985년 12대 국회의원선거에서는 서울 성동으로 지역구를 옮겨서 신한민주당 후보로 당선되었다. 
1987년에 신한민주당내 직선제 민주화추진세력이 집단으로 탈당하여 통일민주당을 결성할 때 그도 이에 합류하여 김영삼(金泳三) 총재, 김대중(金大中) 고문 밑의 7인 부총재 가운데 한 명으로 선임되었다. 1987년 6월항쟁과 6·29선언을 거친 뒤 민정·민주당 간에 8인 개헌협상이 열렸을 때는 민주당 대표의 한사람으로 참여하였다.
민주화개헌 후 열린 1987년의 13대 대통령선거는 집권당의 의도대로 김영삼 계열과 김대중 계열이 분열되어 각기 출마한 관계로 민주화세력의 바람과는 달리 민정당 노태우(盧泰愚)후보의 당선으로 끝났다. 1988년의 13대 총선은 소선거구제로 전환되어 치러졌는데, 그는 성동을에서 통일민주당 후보로 나서서 당선되었다. 
그리고 여소야대(여당의 당선자가 적고 야당의 당선자가 많음.)의 총선 결과에 따라 야당에게도 국회직이 배정됨에 따라 그도 야당 사상 최초로 국회행정위원장에 선임되었다. 1989년에 들어 그는 야권분열로 민주화 정권교체가 실패하였음을 지적하여 야권통합을 주장하였다.
그러나 정국은 그가 뜻한 방향과는 상관없는 방향으로 전개되어서 야권통합이 아닌 민주정의당·통일민주당·신민주공화당의 3당통합으로 나타났다. 그는 김영삼의 설득에 따라 통합된 민주자유당으로 이적하였고, 성동병지구당위원장과 당무위원, 한일협력위원회 상임위원, 한·코스타리카의원친선협회 회장 등을 역임하였다. 
그러나 1992년 3월에 열린 14대 총선 이후 국회로 복귀하지 못하였다. 그는 1990년대에 들어 이승만 중심의 대한민국 건국을 부정적 시각에서 평가하는 견해들이 대두되자 반공 자유민주주의 노선의 이승만에 의한 건국의 정통성을 적극 옹호하였다. 
그는 이승만을 ‘건국의 아버지’로 받들었으며, 그 같은 정신을 고취시키고자 1994년 자유민주민족회의를 조직하여 상임공동의장이 되었고, 이듬해에는 대한민국건국회를 조직하여 회장이 되었다. 그는 의원재임시 환경문제에도 많은 관심을 기울였는데, 10대 의원 재직시에는 환경보전법을 발의하였고, 환경청 설립을 발의하였다. 
결론적으로는 대한민국 건국에 큰 기여를 한 인물로 평가를 받으며, 정치인으로서 노블레스 오블리주를 실현한 인물로 불린다.
1996년 추석 당일에 성묘 도중 조카가 휘두른 흉기에 중상을 입고 치료를 받았으며, 17일만에 결국 사망하였다.

## 서훈
- 1990년 국민훈장 무궁화장

## 저서
- 『경무대 비화』

## 같이 보기
- 자유당
- 이철승
- 이승만
- 영양군·영주군·봉화군
- 영주시의 국회의원
- 영양군의 국회의원
- 봉화군의 국회의원
- 성동구 (1973년 선거구)
- 성동구 병
- 서울 성동구의 국회의원

## 역대 선거 결과
|  | 37.75% |

|  | 39.43% |

|  | 42.06% |

|  | 27.85% |

|  | 26.18% |

|  | 32.26% |

|  | 30.75% |

## 소속 정당
| 소속 정당 | 소속 정당  | 소속 기간 | 비고           |
| --------- | ---------- | --------- | -------------- |
|           | 한국독립당 | 1945~1950 | 정계 입문      |
|           | 무소속     | 1950~1954 | 탈당           |
|           | 자유당     | 1954~1958 | 입당           |
|           | 무소속     | 1958~1960 | 탈당           |
|           | 사회대중당 | 1960~1961 | 창당           |
|           | 무소속     | 1961~1963 | 정당 해산      |
|           | 국민의당   | 1963~1964 | 창당           |
|           | 민주당     | 1965      | 합당           |
|           | 민중당     | 1965~1967 | 합당           |
|           | 신민당     | 1967~1969 | 합당           |
|           | 무소속     | 1969      | 자진 정당 해산 |
|           | 신민당     | 1969~1980 | 정당 재등록    |
|           | 무소속     | 1980~1985 | 정당 해산      |
|           | 신한민주당 | 1985~1987 | 창당           |
|           | 무소속     | 1987      | 탈당           |
|           | 통일민주당 | 1987~1990 | 창당           |
|           | 민주자유당 | 1990~1995 | 합당           |
|           | 신한국당   | 1995~1996 | 당명 변경 사망 |

## 박용만을 연기한 배우
- 이성후 - 1985년 새벽
- 이원종 - 1995년 제4공화국
- 송홍근 - 2010년 6·25 전쟁과 이승만, 연극